# Coelaenomenodera campestris
Coelaenomenodera campestris is een keversoort uit de familie bladkevers (Chrysomelidae). De wetenschappelijke naam van de soort werd in 1887 gepubliceerd door Léon Marc Herminie Fairmaire.